# هذه البلدة (أغنية نايل هوران)
هذه البلدة (بالإنجليزية: This Town)‏؛ هي أول أغنية للمغني الأيرلندي نايل هوران، أطلقت تسجيلات الكابيتول الأغنية في 29 سبتمبر 2016، كأغنية منفردة رئيسية لألبوم نايل الأول وميض.